# Stev Theloke
Stev Theloke (ur. 18 stycznia 1978 w Karl-Marx-Stadt) – niemiecki pływak specjalizujący się w stylu grzbietowym.
Największe sukcesy Theloke odnosił w latach 1998-2004, kiedy to zdobył medale Igrzysk Olimpijskich, Mistrzostw Świata i Europy (pięć tytułów). Z Igrzysk Olimpijskich w Atenach wyeliminowała go kontuzja. W 2005 Stev Theloke skrytykował w wywiadzie Niemiecką Federacje Pływacką, w rezultacie czego został usunięty z reprezentacji Niemiec.

## Sukcesy

### Igrzyska olimpijskie
- 2000 Sydney: 100 m stylem grzbietowym
- 2000 Sydney: 4x100 m stylem zmiennym

### Mistrzostwa Świata na długim basenie
- 1998 Perth: 100 m stylem grzbietowym

### Mistrzostwa Europy na długim basenie
- 1999 Stambuł: 50 m stylem grzbietowym
- 1999 Stambuł: 100 m stylem grzbietowym
- 1999 Stambuł: 4x100 m stylem zmiennym
- 2000 Helsinki: 50 m stylem grzbietowym
- 2002 Berlin: 50 m stylem grzbietowym
- 2002 Berlin: 100 m stylem grzbietowym
- 2002 Berlin: 4x100 m stylem zmiennym
- 2004 Madryt: 50 m stylem grzbietowym
- 2004 Madryt: 100 m stylem grzbietowym